# Ben Davidson
Pour les articles homonymes, voir Davidson.
(en) Statistiques sur pro-football-reference
Ben Davidson, né le 14 juin 1940 à Los Angeles (Californie), et mort le 3 juillet 2012 à San Diego en Californie, est un joueur américain de football américain ayant évolué au poste de defensive end. Après sa carrière, il a fait des apparitions dans plusieurs films et séries télévisées dans des seconds rôles.

## Biographie
Il naît le 14 juin 1940 à Los Angeles en Californie.
Il pratique le basket-ball au lycée mais est repéré par un coach de football américain et intègre l'équipe de l'université de Washington, au sein de laquelle il remporte deux Rose Bowl en 1960 et 1961. Il rejoint en 1961 l'équipe professionnelle des Packers de Green Bay et remporte le championnat de la NFL dès son année de rookie. Il joue ensuite pendant deux saisons, 1962 et 1963, avec les Redskins de Washington, puis aux Raiders d'Oakland, de 1964 jusqu'à la fin de sa carrière, en 1971. Les Raiders jouent alors dans l'AFL et il remporte avec eux le championnat en 1967, sa meilleure saison, et atteint la finale en 1968 et 1969. Il participe au Pro Bowl de l'AFL en 1966, 1967 et 1968 et est élu All-Pro en 1967.
Il fait sa première apparition au cinéma dans M*A*S*H (1970), et joue ensuite des petits rôles dans plusieurs séries télévisées telles que CHiPs, Les Jours heureux, Drôles de dames, L'Île fantastique et Shérif, fais-moi peur. Mais son rôle le plus marquant reste celui de Rexor, l'un des deux lieutenants de Thulsa Doom, dans le film Conan le Barbare en 1982.
Il meurt le 3 juillet 2012 d'un cancer de la prostate à San Diego en Californie, âgé de 72 ans.